# اینیگو کامپیونی

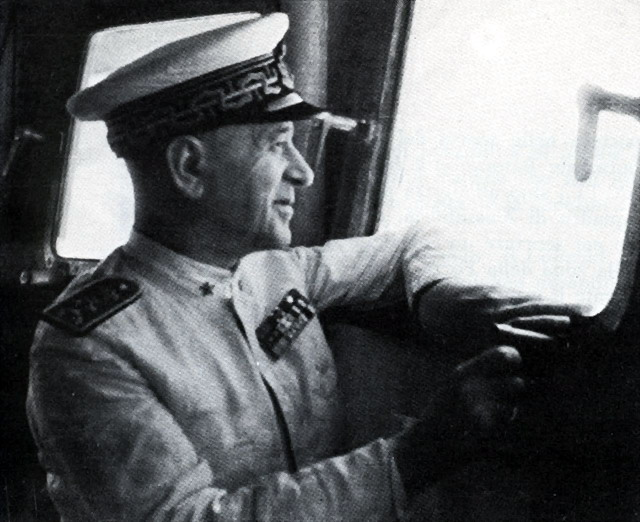
اینیگو کامپیونی

اینیگو کامپیونی (۱۴ نوامبر ۱۸۷۸–۲۴مه ۱۹۴۴) دریاسالار نیرو دریایی ایتالیا بود.
وی در چهار جنگ حضور داشت و در جنگ جهانی دوم به عنوان دریاسالار در نیرو دریایی سلطنتی ایتالیا خدمت کرد. وی به دلیل امتناع از همکاری با حکومت دست‌نشانده جمهوری اجتماعی ایتالیا، اعدام شد.